# Audan Talas
Der Audan Talas (kasachisch Талас ауданы Talas audany, russisch Таласский район Talasski rajon) ist ein Bezirk im Gebiet Schambyl in Kasachstan.

## Geografie
Der Bezirk grenzt im Norden an den Audan Mojynqum, im Osten an den Audan Baisaq und im Süden an den Audan Schambyl und den Audan Schualy. Im Westen grenzt er an das Gebiet Türkistan und den Audan Saryssu. Die Landschaft ist zum größten teil flach und karg, nur der äußerste Süden ist gebirgig. Dort liegen die nördlichen Ausläufer des Qaratau. Der nördliche Teil des Bezirks liegt in der Wüste Mujunkum.

## Geschichte
Der Bezirk wurde am 3. September 1928 gegründet.

## Bevölkerung
Bei der Volkszählung 1999 hatte der Audan Talas 53.451 Einwohner. Die letzte Volkszählung 2009 ergab für den Bezirk eine Einwohnerzahl von 50.537. Die Fortschreibung der Bevölkerungszahl ergab zum 1. Januar 2025 eine Einwohnerzahl von 48.151.
| Einwohnerentwicklung               | Einwohnerentwicklung | Einwohnerentwicklung | Einwohnerentwicklung | Einwohnerentwicklung | Einwohnerentwicklung | Einwohnerentwicklung | Einwohnerentwicklung |
| 1939                               | 1959                 | 1970                 | 1979                 | 1989                 | 1999                 | 2009                 | 2021                 |
| ---------------------------------- | -------------------- | -------------------- | -------------------- | -------------------- | -------------------- | -------------------- | -------------------- |
| 17.941                             | 41.907               | 31.927               | 34.249               | 32.952               | 53.451               | 50.537               | 48.453               |
| Anmerkung: Volkszählungsergebnisse |                      |                      |                      |                      |                      |                      |                      |

## Verwaltungsgliederung
Der Audan Talas ist in 13 ländliche Bezirke (kasachisch Ауылдық округ Auyldyq okrug; russisch Сельский округ Selski okrug) gegliedert (Stand: 2021).
| Ländlicher Kreis | Einwohner | Einwohner | Orte                              |
| Ländlicher Kreis | 2009      | 2021      | Orte                              |
| ---------------- | --------- | --------- | --------------------------------- |
| Aqköl            | 2327      | 2073      | Aqköl                             |
| Aqqum            | 1417      | 1201      | Aqqum                             |
| Berikqara        | 2222      | 1913      | Maitöbe, Qoschaghappar            |
| Bostandyq        | 1984      | 1826      | Bostandyq, Talapty                |
| Kenges           | 1796      | 987       | Böltirik Scheschen, Köschek batyr |
| Ojyq             | 2937      | 2328      | Ojyq, Sejilbek, Turymqul          |
| Qaratau          | 26.639    | 28.045    | Qaratau                           |
| Qaratau          | 1488      | 1196      | Jessei Bi, Qaraoi                 |
| Qasqabulaq       | 950       | 963       | Qasqabulaq                        |
| Qysyläuit        | 2151      | 1705      | Aqtöbe, Qysyläuit                 |
| Schakirow        | 2063      | 1635      | Amangeldi, Schakirow atyn         |
| Tamdy            | 1603      | 1299      | Tamdy                             |
| Üscharal         | 2109      | 1974      | Aral, Qajyr, Üscharal             |